# 大坑溪 (新北市)

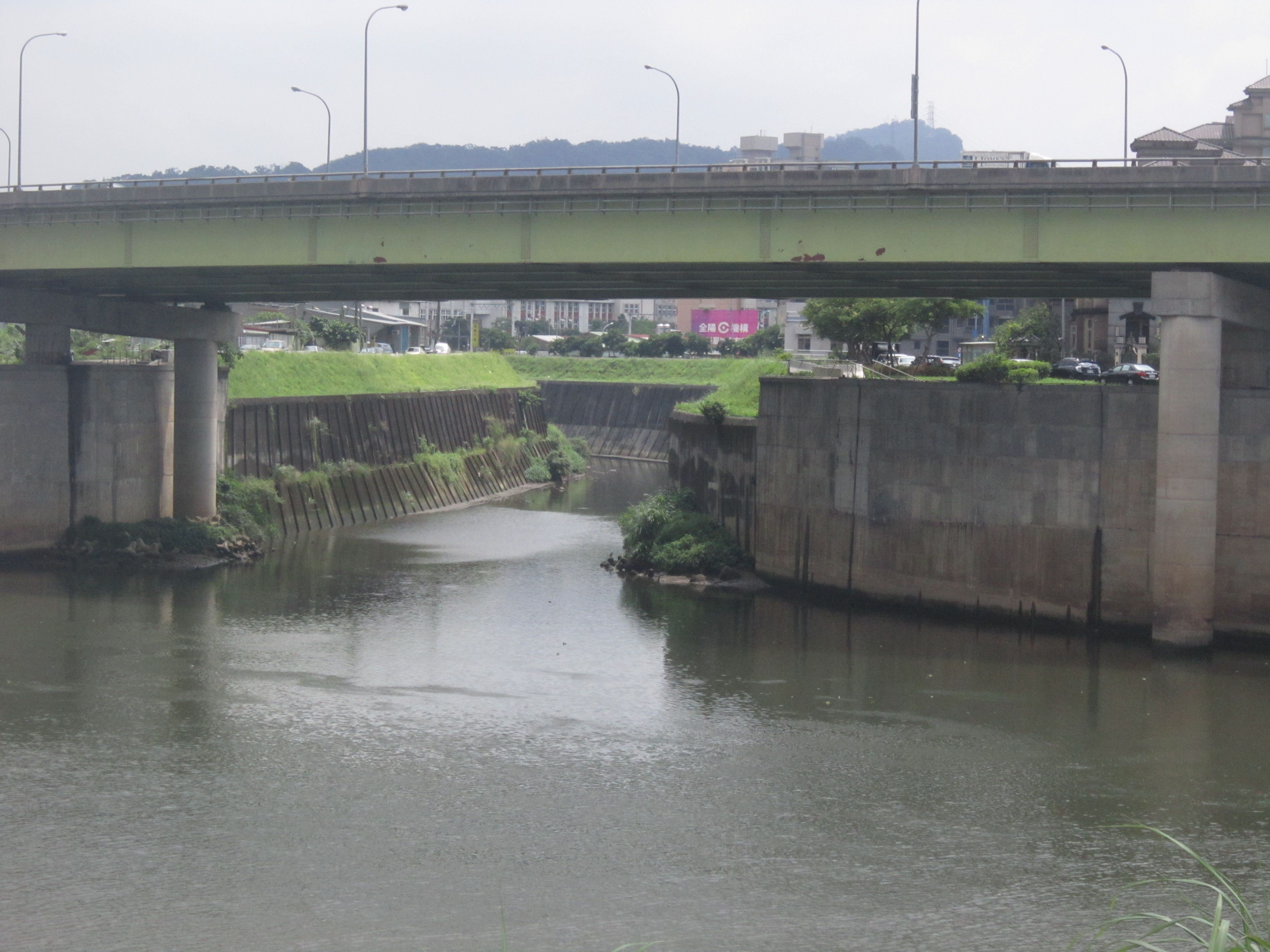
大坑溪注入基隆河處

大坑溪位在臺北市南港區與新北市汐止區之交界，集水區面積超過200公頃，溪流左岸為南港、右岸為汐止，因山區多雨以往常因溪流沖刷成災，為基隆河的支流之一。

## 簡述
大坑溪又名為舊莊溪或東勢坑溪，位於台灣北部，屬於淡水河水系，為基隆河的支流，流域分佈於新北市汐止區西南部與臺北市南港區東部、南部，是南港、汐止的行政界線，全長約8.7公里，流域面積約20.8平方公里。該溪發源於刣牛按山、鹿窟山之間的鞍部西側，先向西南流至大坑，轉向西北流經大坑尾、東勢坑、舊莊後，彎向東北經誠正國中後方，迂迴地穿越南港橋後，於坑子內注入基隆河。
位於大坑溪進入臺北盆地的舊莊地區有中央研究院，為中華民國最高學術研究機構，附近的胡適公園則為紀念已故中央研究院院長胡適先生而設立。

## 大坑溪主要支流
- 大坑溪
  - 山豬窟溪
  - 四分溪
  - 橫科溪